# Xã Grand River, Quận Decatur, Iowa
Xã Grand River (tiếng Anh: Grand River Township) là một xã thuộc quận Decatur, tiểu bang Iowa, Hoa Kỳ. Năm 2010, dân số của xã này là 91 người.